# 石川種吉
石川 種吉（いしかわ たねよし）は、戦国時代の武将。初めは大内氏に仕え、防長経略以後は毛利氏の家臣となる。父は石川胤晴。新当流の兵法（剣術）の達人で、毛利輝元や穂井田元清に新当流を相伝した。

## 出自
元々は千葉氏を称して筑前国を本拠とし、後に石川氏に改姓して大内氏に属するが、没落して牢人となり、周防国山口に移り住んだ。

## 生涯
大内氏家臣・石川胤晴の子として生まれ、初めは大内義隆に侍大将先手衆として仕えた。
天文20年（1551年）に陶隆房（後の陶晴賢）らが大内義隆に謀反を起こした大寧寺の変によって大内義隆が自害し、大内義長が大内氏を継ぐと、種吉も大内義長に仕えて小座敷衆となった。
天文21年（1552年）12月20日、長門国大津郡三隅庄の内の15石とその内の寺社領の別当職、相良新右衛門尉と舌間刑部丞の旧領であった筑前国穂波郡土師村の7町の地、同じく舌間刑部丞の旧領であった筑前国嘉麻郡豆田村の7町の地を大内義長から与えられる。
弘治元年（1555年）から弘治3年（1557年）にかけての毛利氏による防長経略によって大内氏が滅ぼされると毛利氏に帰順し、長門国大津郡にて43石の地を与えられた。
永禄4年（1561年）頃、毛利隆元の命により長門国大津郡の「大津郡役」を申し付けられる。当時、毛利家中に種吉の大津郡役就任に不満を持つ者が居り、それを抑えての起用だったが、種吉は数年後に大津郡役の辞職を願い出て毛利輝元から強く慰留されている。このことから、石川氏による大津郡の整備は思うように進展しなかったと考えられている。
永禄10年（1567年）5月23日、毛利元就による出雲攻め（第二次月山富田城の戦い）において、陣中における銭について申し付けられた種吉が度々馳走を遂げたことを三吉就良から聞いた元就に賞賛される。
同年10月9日、多忙により久しく種吉との音信が途絶えていた毛利輝元から、多忙により種吉に習っている兵法（剣術）についても手を付けられていないため、種吉が安芸国に来た際に教えを願う旨の書状を送られる。
永禄11年（1568年）に安芸国を訪れて毛利輝元と穂井田元清に新当流の剣術について残らず相伝し、種吉から相伝した剣術は親子を除いて他見しない旨の起請文を、3月27日には輝元から、4月13日には穂井田元清から送られる。
没年は不詳だが、天正12年（1584年）9月24日に、種吉の子の石川元言が長門国大津郡三隅庄の住吉社俗別当職や所領を継いでいることから、この頃までに隠居または死去していると考えられている。

## 逸話
- 年不詳だが、種吉から歳暮として銭100疋を送られた小早川隆景からの返礼の書状が残っている[12]。